# PP2 (化合物)
PP2は、がん研究においてSrcファミリーキナーゼに対する「選択的」阻害剤として頻繁に使用されてきた物質である。PP2はLck (IC50=4 nM)、Fyn (5 nM)、Hck (5 nM) を強力に阻害し、上皮成長因子受容体 (EGFR) に対する阻害は弱く (480 nM)、ZAP-70 (100 µM) およびJAK2 (50 µM) に対しては実質的に阻害作用を示さない。Src-選択的阻害剤としての広範な使用にもかかわらず、最近の研究ではPP2が非選択的であり、その他の多くのキナーゼを同様の親和性で阻害することが明らかにされている。